# 더닝-크루거 효과

더닝 크루거 효과(Dunning–Kruger effect)는 특정 분야의 역량이 부족한 사람이 자신의 능력을 '과대 평가'하는 인지 편향이다. 능력이 없는 사람이 잘못된 판단을 내려 잘못된 결론에 도달하지만, 능력이 없기 때문에 자신의 실수를 알아차리지 못하는 현상을 가리킨다. 그로 인해 능력이 없는 사람은 환영적 우월감으로 자신의 실력을 실제보다 높게 평가하는 반면, 능력이 있는 사람은 자신의 실력을 '과소 평가'하여 환영적 열등감을 가지게 된다. 크루거와 더닝은 “능력이 없는 사람의 착오는 자신에 대한 오해에서 기인한 반면, 능력이 있는 사람의 착오는 다른 사람에 대한 오해에서 기인한다”고 결론을 내린다.

## 기원
더닝 크루거 효과는 코넬 대학교의 데이비드 더닝과 저스틴 크루거가 1999년 제안한 것이다. 그들은 찰스 다윈의 “무지는 지식보다 더 확신을 가지게 한다”와 버트런드 러셀의 “이 시대의 아픔 중 하나는 자신감이 있는 사람은 무지한데, 상상력과 이해력이 있는 사람은 의심하고 주저한다는 것이다”를 인용하고 있다.
코넬 대학교 학부생을 상대로 독해력, 자동차 운전, 체스, 테니스 등 여러 분야의 능력을 대상으로 실험한 그들의 가설에 의하면, 능력이 없는 사람은 다음과 같은 경향을 보인다.
1. 자신의 능력을 과대평가한다.
2. 다른 사람의 진정한 능력을 알아보지 못한다.
3. 자신의 능력이 부족하기 때문에 생긴 곤경을 알아보지 못한다.
4. 훈련을 통해 능력이 매우 나아지고 난 후에야, 이전의 능력 부족을 알아보고 인정한다.

## 같이 보기
| - 교만 - 오만 (자기애) - 인지부조화 - 지식의 저주 - 과대망상 - 핸런의 면도날 - 오만 (자기애) - 가면현상 - 나르시시즘 | - 자기애적 인격장애 - Not even wrong - 피터의 법칙 - 자기 효능감 - 자기 고양적 편견 - 우월감 |  |